# Elecciones legislativas de Mongolia de 1969
Las elecciones parlamentarias de 1969 tuvieron lugar el día 22 de junio en la República Popular de Mongolia.
En esta época, Mongolia se encontraba bajo el régimen de un único partido, el cual era el Partido Revolucionario del Pueblo de Mongolia.
El Partido Revolucionario del Pueblo de Mongolia ganó 252 de los 297 escaños, el resto de los 45 escaños fue a parar a candidatos no alineados en partidos, quienes habían sido aprobados por el Partido Revolucionario del Pueblo de Mongolia debido a su status.
El recuento de votos fue del 100%, con solo 1 votante de los 577.709 registrados que no fue a ejercer su derecho a voto.

## Tabla de resultados
| Partido                                       | Votos   | %   | Diputados | +/- |
| --------------------------------------------- | ------- | --- | --------- | --- |
| Partido Revolucionario del Pueblo de Mongolia |         |     | 252       | +18 |
| Independientes                                |         |     | 45        | -8  |
| Inválidos/Votos en blanco                     |         | -   | -         | -   |
| Total                                         | 577.709 | 100 | 297       | +10 |
| Fuente: Nohlen et al.                         |         |     |           |     |